# Орден Нидерландского льва
Орден Нидерландского льва (нидерл. De Orde van de Nederlandse Leeuw) — орден Нидерландов, основан 29 сентября 1815 года первым королём Нидерландов Виллемом I.
До недавнего времени орденом награждались выдающиеся люди всех слоёв общества — генералы, министры, мэры крупных городов, профессора и выдающиеся учёные, председатели судов и высокопоставленные государственные служащие, но с 1980 года орден используется для признания заслуг в области искусства, спорта и литературы. Орден Нидерландского льва является второй по статусу наградой Нидерландов после Ордена Виллема. Монарх является Гроссмейстером ордена, награждение как правило производится в официальный день рождения монарха — 27 апреля.

## Степени
- Рыцарь Великого креста — присуждается членам королевской семьи, главам государств, принцам, кардиналам, некоторым бывшим премьер-министрам Нидерландов. Носит Знак ордена на плечевой ленте справа и Звезду Ордена на левой стороне груди.
- Командор — присуждается голландцам, получившим Нобелевскую премию, выдающимся художникам, писателям и политическим деятелям. Носит Знак ордена на шейной ленте и звезду на левой стороне груди.
- Рыцарь — носит Знак ордена на нагрудной колодке слева.

## Знаки отличия
Знак ордена представляет собой мальтийский крест, покрытый белой эмалью, между лучами креста помещена монограмма короля Виллема I, основавшего орден, в центре креста — круг, покрытый синей эмалью, с девизом ордена «Virtus Nobilitat» («Достоинство облагораживает»). На оборотной стороне креста изображён лев с герба Нидерландов. Вершает крест Королевская корона. Звезда Ордена — крест, идентичный Знаку ордена, но без короны, помещённый на позолоченную восьмиконечную звезду с прямыми лучами. Нагрудный крест Командора идентичен Знаку ордена. Лента Ордена синяя с небольшими жёлтыми полосками по краям.